# American-Football-Weltmeisterschaft 2003
Die American-Football-Weltmeisterschaft 2003 war die zweite Austragung einer Weltmeisterschaft in der Sportart American Football. Sie wurde vom Weltverband IFAF veranstaltet. Die Endrunde, für die sich vier Teams aus drei Kontinentalverbänden qualifizierten, fand in Deutschland in den beiden hessischen Städten Hanau und Wiesbaden statt. Den Titel holte sich Japan, das sich wie bereits in der ersten Auflage des Turniers im Finale gegen Mexiko durchsetzte.

## Vergabe
Der deutsche Verband AFVD reichte als einziger Kandidat eine fristgerechte Bewerbung für die Ausrichtung der Weltmeisterschaft ein und bekam somit vom Weltverband IFAF den Zuschlag.

## Qualifikation

### Modus
Insgesamt wurden vier Endrundenplätze vergeben. Deutschland war als Gastgeber bereits für die Endrunde qualifiziert. Die drei übrigen Plätze wurden in drei Gruppen, welchen jeweils ein Kontinentalverband zugeordnet war, ausgespielt.

### Europa
Das erste Spiel der Qualifikation fand am 12. Oktober 2002 in Stockholm statt. Frankreich setzte sich gegen Gastgeber Schweden durch und erreichte so die nächste Runde.
|                                      |                                     | {{{Spiel}}} |        |            |  |                                 |
| Stockholm 12. Oktober 2002 19:00 Uhr |                                     | Schweden    | 0 : 23 | Frankreich |  | Kristinebergs IP Zuschauer: 873 |
| Stockholm 12. Oktober 2002 19:00 Uhr | (0:0, 0:10, 0:13, 0:0) Spielbericht | Schweden    |        | Frankreich |  | Kristinebergs IP Zuschauer: 873 |

Ursprünglich waren Dänemark und Tschechien für die Qualifikation gemeldet und sollten in der ersten Qualifikationsrunde den ersten Gegner von Finnland ausspielen. Keines der beiden Teams nahm letzten Endes an der Qualifikation teil, so dass Finnland kampflos ins Entscheidungsspiel um die Weltmeisterschaftsteilnahme einzog. Vor heimischer Kulisse, im Velodrom von Helsinki, vergaben die Finnen zwei Field-Goal-Versuche. Auf Seiten der Franzosen sorgten die Spieler der NFL Europe, Patrice Kancel (Berlin Thunder), Marc-Angelo Soumah (Frankfurt Galaxy) und Cédric Cotar (Barcelona Dragons), für Punkte. Das Team aus Frankreich blieb erneut ohne Gegenpunkte und qualifizierte sich damit zum ersten Mal für eine Weltmeisterschaft.
|                                     |                                   | {{{Spiel}}} |        |            |  |                     |
| Helsinki 26. Oktober 2002 13:00 Uhr |                                   | Finnland    | 0 : 16 | Frankreich |  | Helsingin Velodromi |
| Helsinki 26. Oktober 2002 13:00 Uhr | (0:0, 0:7, 0:6, 0:3) Spielbericht | Finnland    |        | Frankreich |  | Helsingin Velodromi |

### Asien
In Asien traten Japan und Südkorea zur Qualifikation an. In einem einseitigen Spiel sicherte sich Titelverteidiger Japan die Teilnahme an der Endrunde in Deutschland. Für Südkorea war es das erste Länderspiel überhaupt.
|                                  |                                       | {{{Spiel}}} |        |          |  |                                 |
| Osaka 23. Februar 2003 12:00 Uhr |                                       | Japan       | 88 : 0 | Südkorea |  | Nagai Stadium Zuschauer: 14.000 |
| Osaka 23. Februar 2003 12:00 Uhr | (21:0, 27:0, 26:0, 14:0) Spielbericht | Japan       |        | Südkorea |  | Nagai Stadium Zuschauer: 14.000 |

### Panamerika
Für Panamerika war zunächst Kanada als einziger Verband, der fristgerecht gemeldet hatte, qualifiziert. Da keine Meldegebühr einging, wurde die Meldung für ungültig erklärt und die Meldefrist für panamerikanische Teams verlängert. Letztendlich nahm Mexiko als einziger Teilnehmer direkt an der Endrunde teil.

## Endrunde

### Halbfinale
|                                   |                                    | {{{Spiel}}} |        |            |  |                                          |
| Wiesbaden 10. Juli 2003 14:00 Uhr |                                    | Japan       | 23 : 6 | Frankreich |  | Stadion Berliner Straße Zuschauer: 1.200 |
| Wiesbaden 10. Juli 2003 14:00 Uhr | (0:0, 0:0, 20:0, 3:6) Spielbericht | Japan       |        | Frankreich |  | Stadion Berliner Straße Zuschauer: 1.200 |

|                                   |                                    | {{{Spiel}}} |         |        |  |                                          |
| Wiesbaden 10. Juli 2003 18:00 Uhr |                                    | Deutschland | 17 : 21 | Mexiko |  | Stadion Berliner Straße Zuschauer: 1.600 |
| Wiesbaden 10. Juli 2003 18:00 Uhr | (0:7, 3:0, 0:7, 14:7) Spielbericht | Deutschland |         | Mexiko |  | Stadion Berliner Straße Zuschauer: 1.600 |

### Finalspiele
Im kleinen Finale setzte sich die deutsche Nationalmannschaft deutlich durch. Der Sieg beruhte hauptsächlich auf einer starken Leistung der Verteidigung. Mit zwei Touchdowns und einem Safety gelangen der deutschen Defense 14 Punkte, wovon acht Punkte auf das Konto von Linebacker Markus Bleker gingen. Damit war der Verteidiger aus den Reihen der Franken Knights zugleich bester Scorer des Spiels.
|                               |                                    | Spiel um Platz 3 |        |            |  |                                        |
| Hanau 12. Juli 2003 14:00 Uhr |                                    | Deutschland      | 36 : 7 | Frankreich |  | Herbert-Dröse-Stadion Zuschauer: 2.500 |
| Hanau 12. Juli 2003 14:00 Uhr | (9:0, 6:7, 14:0, 7:0) Spielbericht | Deutschland      |        | Frankreich |  | Herbert-Dröse-Stadion Zuschauer: 2.500 |

|                               |                                     | Finale |         |        |  |                                        |
| Hanau 12. Juli 2003 18:00 Uhr |                                     | Japan  | 34 : 14 | Mexiko |  | Herbert-Dröse-Stadion Zuschauer: 2.600 |
| Hanau 12. Juli 2003 18:00 Uhr | (0:7, 17:0, 7:7, 10:0) Spielbericht | Japan  |         | Mexiko |  | Herbert-Dröse-Stadion Zuschauer: 2.600 |